# Edoardo Casciano
Edoardo Casciano (Roma, 9 gennaio 1936 – 22 ottobre 1997) è stato un tiratore a volo italiano.

## Biografia
Nato nel 1936 a Roma, nel 1958 ha vinto 2 medaglie ai Mondiali di Mosca, un argento nella fossa olimpica a squadre insieme ad Alessandro Ciceri, Daniele Ciceri e Galliano Rossini, arrivando dietro all'URSS, e un bronzo nella fossa olimpica individuale dietro allo statunitense Francis Eisenlauer e a Galliano Rossini. L'anno successivo, a Il Cairo 1959, ha invece trionfato nella fossa olimpica a squadre con Giorgio Tomassini e Galliano Rossini e ottenuto un argento nella fossa olimpica individuale, chiudendo dietro ad Hassan Badrawi della Repubblica Araba Unita.
A 24 anni ha partecipato ai Giochi olimpici di Roma 1960, nella fossa olimpica, chiudendo 34º con 165 punti.

## Palmarès

### Campionati mondiali
- 4 medaglie:
  - 1 oro (Fossa olimpica a squadre a Il Cairo 1959)
  - 2 argenti (Fossa olimpica a squadre a Mosca 1958, fossa olimpica individuale a Il Cairo 1959)
  - 1 bronzo (Fossa olimpica individuale a Mosca 1958)